# Leigrijze roodstaartgors
De leigrijze roodstaartgors (Passerella schistacea) is een zangvogel uit de familie Emberizidae (gorzen).

## Ondersoorten en verspreiding
- P. s. schistacea Baird, 1858 - van zuidwestelijk tot het zuidelijke deel van Centraal-Canada, de noordelijk-centrale en westelijk-centrale Verenigde Staten.
- P. s. altivagans Riley, 1911 - inlands zuidwestelijk Canada.
- P. s. canescens Swarth, 1918 - oostelijk Californië en centraal Nevada.
- P. s. olivacea Aldrich, 1943 - zuidwestelijk Canada en de noordwestelijke Verenigde Staten.
- P. s. swarthi Behle & Selander, 1951 - noordwestelijk Utah en zuidoostelijk Idaho.